# タリーと私の秘密の時間
『タリーと私の秘密の時間』（タリーとわたしのひみつのじかん、Tully）は、2018年のアメリカ合衆国のコメディ・ドラマ映画。監督はジェイソン・ライトマン、脚本はディアブロ・コーディ、出演はシャーリーズ・セロン、マッケンジー・デイヴィス、マーク・デュプラス、ロン・リビングストンなど。3人の子の母親とそのベビーシッターの友情が描かれる。サンダンス映画祭でプレミア上映された後、2018年5月4日より米国でフォーカス・フィーチャーズ配給により封切られる。

## キャスト
※括弧内は日本語吹替
- マーロ: シャーリーズ・セロン（本田貴子） - 2児の母。第3子を妊娠中。完璧主義者で家事も育児も仕事も両立させていたが、ドリュー曰くジョナの事で一時期鬱状態になっていた。
- タリー: マッケンジー・デイヴィス（行成とあ） - ベビーシッター。26歳でタメ口を使わず派手な恰好で今時のギャルだが仕事は完璧。マーロの良き相談相手になったと思われたが…。
- ドリュー: ロン・リビングストン（落合弘治） - マーロの夫。優しいが育児は基本的にマーロに任せっきりでマーロの状態を知らなかった。
- クレイグ: マーク・デュプラス（森宮隆） - マーロの弟。裕福。
- エリス: エレイン・タン（英語版） - クレイグの妻。夫と共にマーロの良き理解者。

## 製作
2016年9月22日、ブリティッシュコロンビア州バンクーバーで撮影が始まった。
セロンは役作りのために3ヶ月半のあいだに体重を約50ポンド（約22キログラム）増量し、それを維持するために24時間食べ続けたと語った。撮影後、体重を減らすのに1年半を要した。
ライトマン監督は『JUNO/ジュノ』（2007年）及び『ヤング≒アダルト』（2011年）と本作の間に関連性を見出しており、「それぞれの映画の主人公は、人生においての時間軸を把握できていないんだ。『JUNO/ジュノ』では早く大人になりすぎた少女を描いていて、『ヤング≒アダルト』は大人になるのが遅すぎた女性を描き、今作では親になったことで強制的に成長しなければならない女性を描いているんだよ」と語っている。

## 公開
2017年5月、フォーカス・フィーチャーズが配給権を獲得し、公開日を2018年4月20日に設定したが、2018年3月に同年5月4日公開に変更された。

## 評価

### 興行収入
本作は『悪夢の逃避行』や『オーバーボード』と同じ週に封切られ、公開初週末に300万ドルから400万ドルを稼ぎ出すと予想されていたが、その予想は的中した。2018年5月4日、本作は全米1353館で公開され、公開初週末に328万ドルを稼ぎ出し、週末興行収入ランキング初登場6位となった。これは『とらわれて夏』のオープニング興収（517万ドル）を下回るものであった。

### 批評家の反応
レビュー・アグリゲーターのRotten Tomatoesでの支持率は15件のレビューで93%、平均点は8.1/10となっている。Metacriticでは6件のレビューに基づいて加重平均値が76/100と示されている。